# Маріано Мастромаріно
Маріано Ніколас Мастромаріно (ісп. Mariano Nicolás Mastromarino; 15 вересня 1982) — аргентинський легкоатлет, що спеціалізується з бігу на довгі дистанції. Переможець і призер континентальних спортивних змагань, олімпієць.

## Виступи на Олімпіадах
| Олімпіада           | Дисципліна       | Місце |
| ------------------- | ---------------- | ----- |
| Ріо-де-Жанейро 2016 | марафонський біг | 53    |